# Хэйден, Ники
Ни́колас (Ни́ки) Па́трик Хэ́йден (англ. Nicky Hayden; 30 июля 1981, Оуэнсборо, Кентукки, США — 22 мая 2017, Чезена, Италия) — американский мотогонщик. Чемпион мира по шоссейно-кольцевым мотогонкам в классе MotoGP 2006 года, бронзовый призёр 2005 года.

## Биография
Выступал в MotoGP за заводские команды «Хонда» (2003—2008, одна гонка в 2016 году), «Дукати» (2009—2013), частные команды на мотоциклах «Хонда» (2014—2016). Одержал 3 победы в гонках, 28 раз был на подиуме по итогам гонок.
С 2016 года выступал в мировом чемпионате по супербайку.

## Обстоятельства гибели
Днём 17 мая 2017 года, во время велопрогулки, передвигаясь на шоссейном велосипеде S-Works Venge, был сбит автомобилем на перекрёстке улиц Via Tavoleto и Via Ca’ Raffaelli в населённом пункте Казетте, расположенном всего в нескольких сотнях метров западнее автодрома Мизано, неподалёку от города Римини. Хэйден ехал по второстепенной дороге со скоростью около 20 км/ч и, по каким-то причинам не остановившись у знака STOP, выехал на главную дорогу, по которой в этот момент в направлении с юга на север двигался автомобиль Peugeot 206 чёрного цвета. Позже, основываясь на записи камеры наружного наблюдения, расположенной на одном из ближайших домов, следствие установило, что водитель автомобиля ехал с превышением допустимой на данном участке скорости (73 км/ч вместо максимально допустимых 50 км/ч) и не предпринял попытки экстренного торможения. Удар при столкновении был такой силы, что карбоновая рама велосипеда Хэйдена была переломана пополам, а самого велосипедиста подбросило вверх почти на 4 метра. Значительные повреждения также получил и автомобиль. Были смяты правая часть бампера, капота и частично крыши, а также практически полностью разбито лобовое стекло. 22 мая, через пять дней после аварии, от полученных травм Хэйден скончался в госпитале Буфалини, в городе Чезена.